# William Blake
William Blake, född 28 november 1757 i London, död 12 augusti 1827 i London, var en brittisk poet, mystiker, konstnär och publicist, eller "upphovsman och tryckare", som han signerade många av sina böcker.

## De tidiga åren
William Blake föddes i en medelklassfamilj i stadsdelen Golden Square i London. Hans konstnärliga gåva konstaterades och uppmuntrades redan tidigt. Vid tio års ålder gjorde han sina första gravyrer som var kopior av antika grekiska mästare, något han föredrog att göra i stället för att teckna av verkliga miljöer. Fyra år senare fick han lärlingsplats hos en gravör, Henry Basire. Efter två år hos Basire fick han i uppdrag att kopiera konst från gotiska kyrkor i London. Vid tjugoett års ålder avslutade Blake sitt lärlingskap och övergick till att arbeta som professionell gravör. 1779 började han som student vid Royal Academy of Arts, där han opponerade sig mot vad han ansåg vara den ofärdiga stilen brukad av berömda målare som Rubens. Han föredrog den klassiska perfektionen hos renässanskonstnärer som Michelangelo och Rafael.
1782 träffade William Blake John Flaxman som senare kom att bli hans ekonomiske mecenat. Samma år gifte han sig med den fattiga analfabeten Catherine Boucher, som var fem år yngre än han själv. Catherine kunde varken skriva eller läsa och kunde knappt skriva under bröllopskontraktet med ett X. Blake lärde henne att läsa och skriva och även gravörens konster. Vid den tiden upptäcktes Blake av George Cumberland, en av grundarna av London National Gallery, som blev en stor beundrare av Blakes arbeten.
William Blakes första samling poem, Poetical Sketches, publicerades omkr. 1783. Hans första räd mot illuminerat tryck, en teknik som med tiden blev hans signum, gjordes 1788 i boken There is no Natural Religion. Metoden innebar en färgtrycksprocess som utvecklats av Blake själv. Vid samma tid kom hans berömda arbeten Songs of Innocence och Songs of Experience, och det var även då han blev vän med målaren John Henry Fuseli.

## Religiösa och politiska visioner
William Blake hade en överkänslig syn på sin kristna religion. 1789 blev William och Catherine Swedenborgianer. Han trodde att "sanningen" fanns att finna i självförverkligande och inte genom inlärning. Det han kallade sina "visioner", möjligen hallucinationer, var upplevelser som han betraktade som guider för hur han skulle leva sitt liv. Det var dessa upplevelser som gav honom en sådan stark och kompromisslös tro på sin egen artistiska inriktning, men det fick även vissa att kalla honom excentrisk, till och med galen. I verket The Marriage of Heaven and Hell började Blake utveckla sin egen mytologi som beskrev en gudavärld med karaktärer som Orc, en messias och Urizen, en grym gud av det Gamla testamentets slag. Blake beundrade John Miltons arbeten och försökte, precis som Milton, att etablera sin egen definition av himmel och helvete. Hans strävan att återskapa kosmos är själva kärnan i hans arbeten och hans psykologi. Hans myter beskriver ofta kampen mellan upplysning och fri kärlek å ena sidan och begränsad utbildning och moral å den andra. Blake såg sig som en profet för en ny tid och hans tro på fri kärlek och demokrati har gjort honom till en hjälte bland moderna konstnärer och artister. Poeten W. B. Yeats beundrade Blakes spiritualism och har varit en drivkraft för att popularisera honom under 1900-talet.
The Last Judgement är ett arbete där Blake summerar och illustrerar all mytologi han skapat.

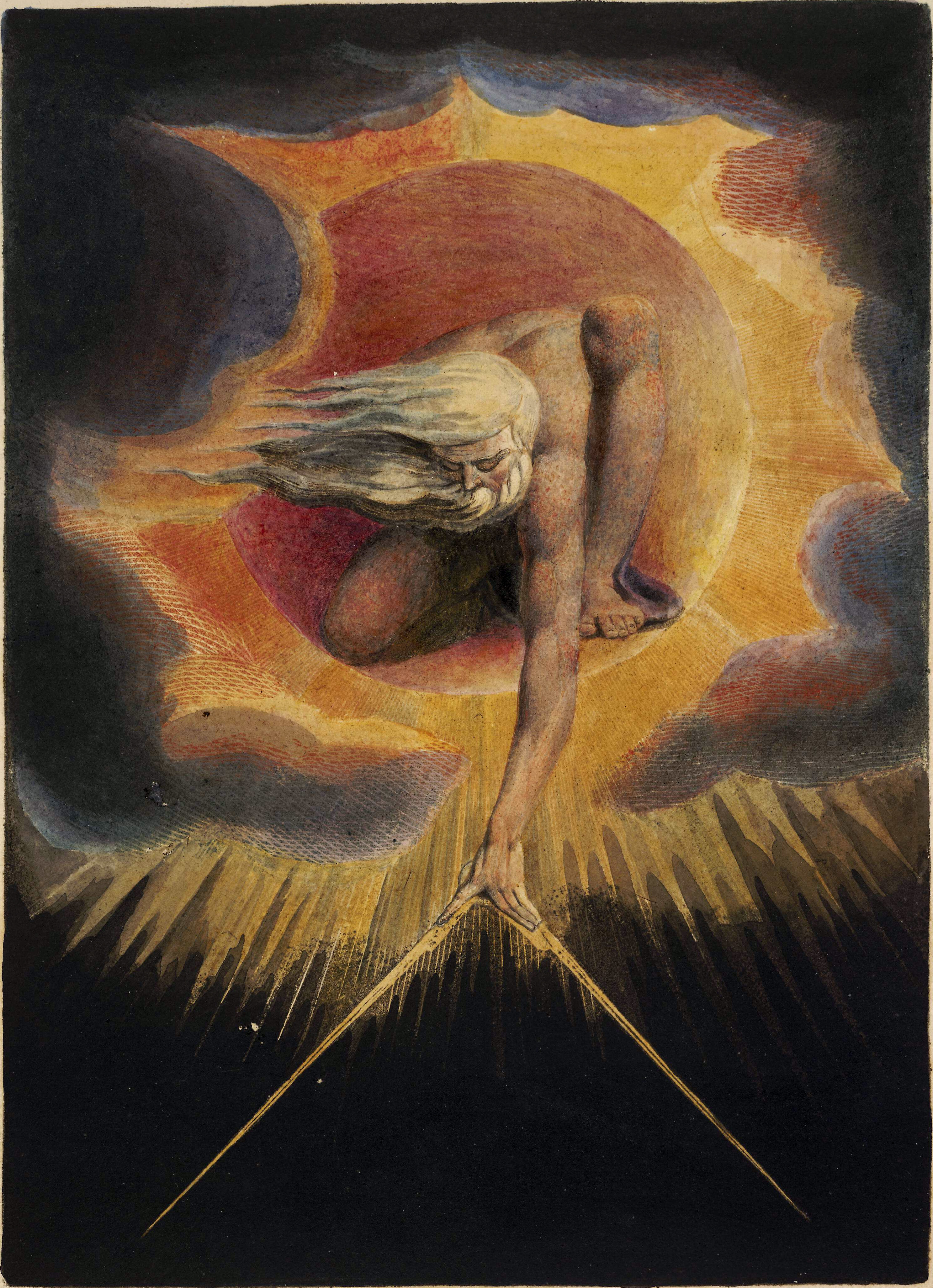
William Blake: Ancient of Days

## På äldre dagar
Blakes äktenskap med Catherine varade ända till hans död. Det fanns tidigt vissa problem, som Catherines analfabetism och parets oförmåga att få barn. En gång föreslog Blake att han skulle skaffa en bihustru, vilket var förenligt med hans tro på Swedenborgianismen. Detta gjorde Catherine bedrövad och han övergav idén. Senare i livet verkar paret ha funnit sig till rätta och den uppenbara harmoni i privatlivet som de hade i medelåldern är bättre dokumenterad än deras tidiga mera problematiska samliv.
Senare i sitt liv sålde Blake ett stort antal arbeten, främst sina bibelillustrationer, till Thomas Butts, en mecenat som såg Blake mera som en vän i nöd än en konstnär. Geoffrey Keynes, en biograf, beskriver Butts som en "korkad beundrare av ett geni som han såg men inte riktigt kunde förstå." Korkad eller inte men vi har honom att tacka för uppdagandet och bevarandet av många av Blakes arbeten.
Runt år 1800 flyttade Blake till ett hus i Felpham, Sussex (nutida West Sussex) för att illustrera arbeten av William Hayley, en medioker poet. Det var i det huset som Blake skrev boken Milton (som publicerades 1804-1808) Förordet till denna bok inkluderar poemet And did those feet in ancient time.
Blake återvände till London år 1802 och startade då sitt arbete med att skriva och illustrera boken Jerusalem (1804-1820). Genom George Cumberland mötte han en ung konstnär vid namn John Linnell. Genom Linnell mötte han Samuel Palmer som tillhörde en konstnärsgrupp som kallade sig "the Shoreham Ancients". Denna grupp avfärdade precis som Blake de moderna trenderna och delade hans tro på en andlig och konstnärlig ny tid. Blake drog fördel av gruppen rent konstnärligt genom att adaptera deras landvinningar inom akvarellmålning, och personligt genom att i gruppen möta en respektabel publik för sina idéer.
Vid sextiofem års ålder inledde Blake sitt arbete med att illustrera Jobs bok. Dessa arbeten beundrades senare av John Ruskin som jämförde Blake (till hans fördel) med Rembrandt.
William Blake dog år 1827 och begravdes i en omärkt grav vid Bunhill Fields i London. Senare reste man ett minnesmärke över honom och hans fru.
Han arbetade hårt ända till sin död. Hans sista arbete sägs vara en skiss av hans hustru. Kanske man bäst summerar hans liv med hans eget uttalande: "Fantasin är inte ett tillstånd: den är människans själva existens."

## Galleri

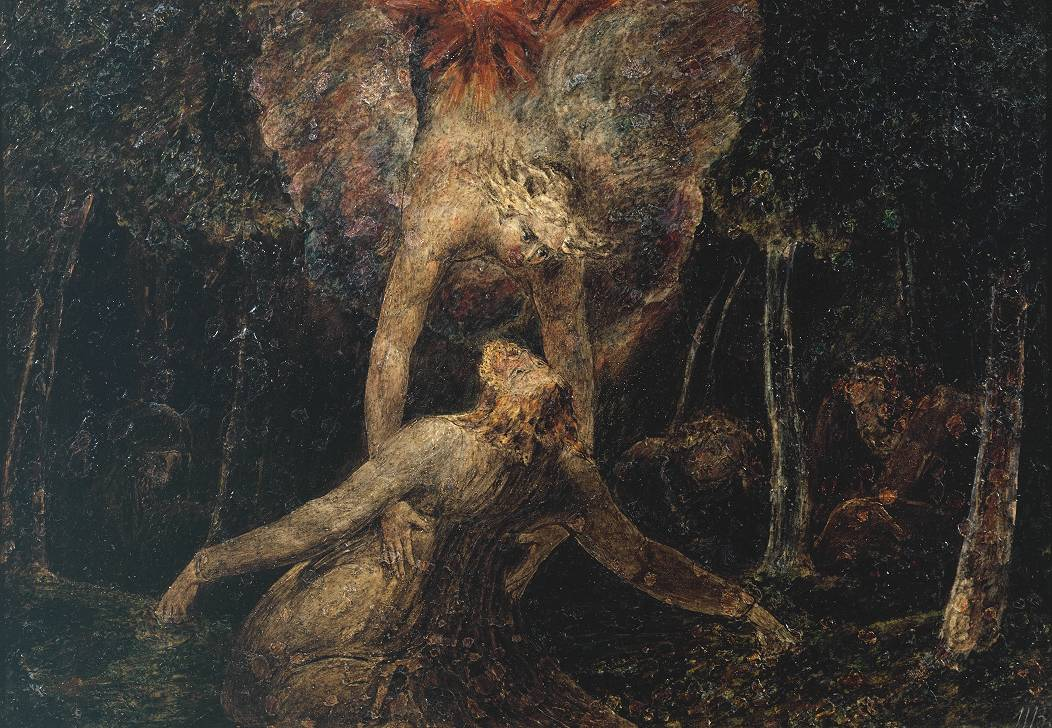
The Agony in the Garden (c:a 1799 -1800)
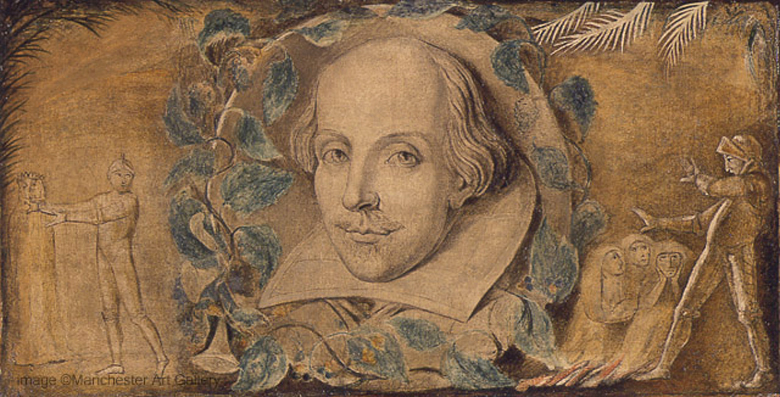
William Shakespeare (1800)
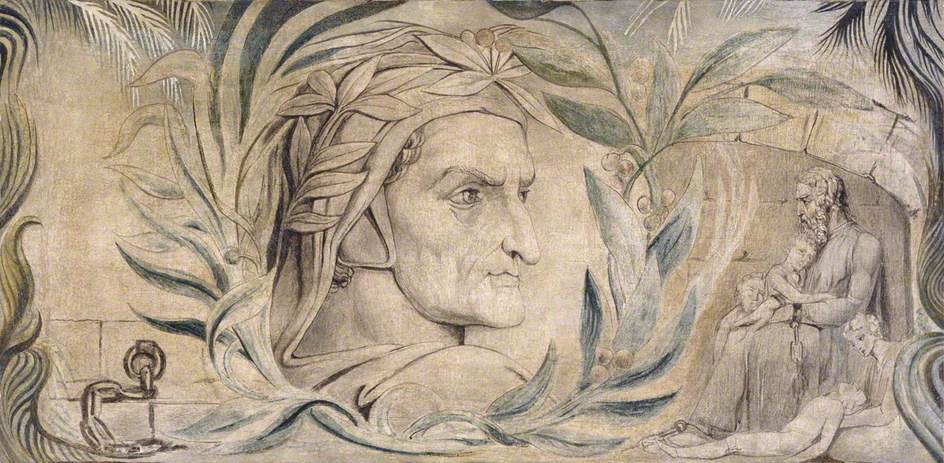
Dante Alighieri (c:a 1800)
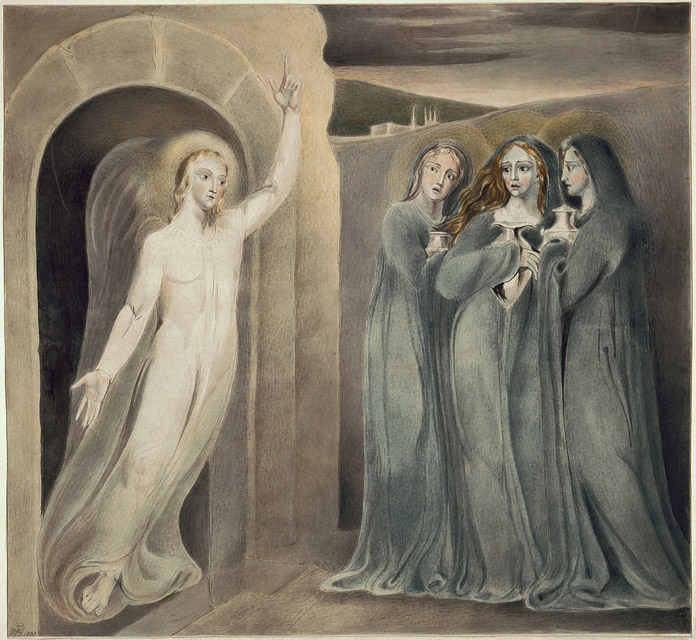
The Three Maries at the Sepulchre (1800-03)
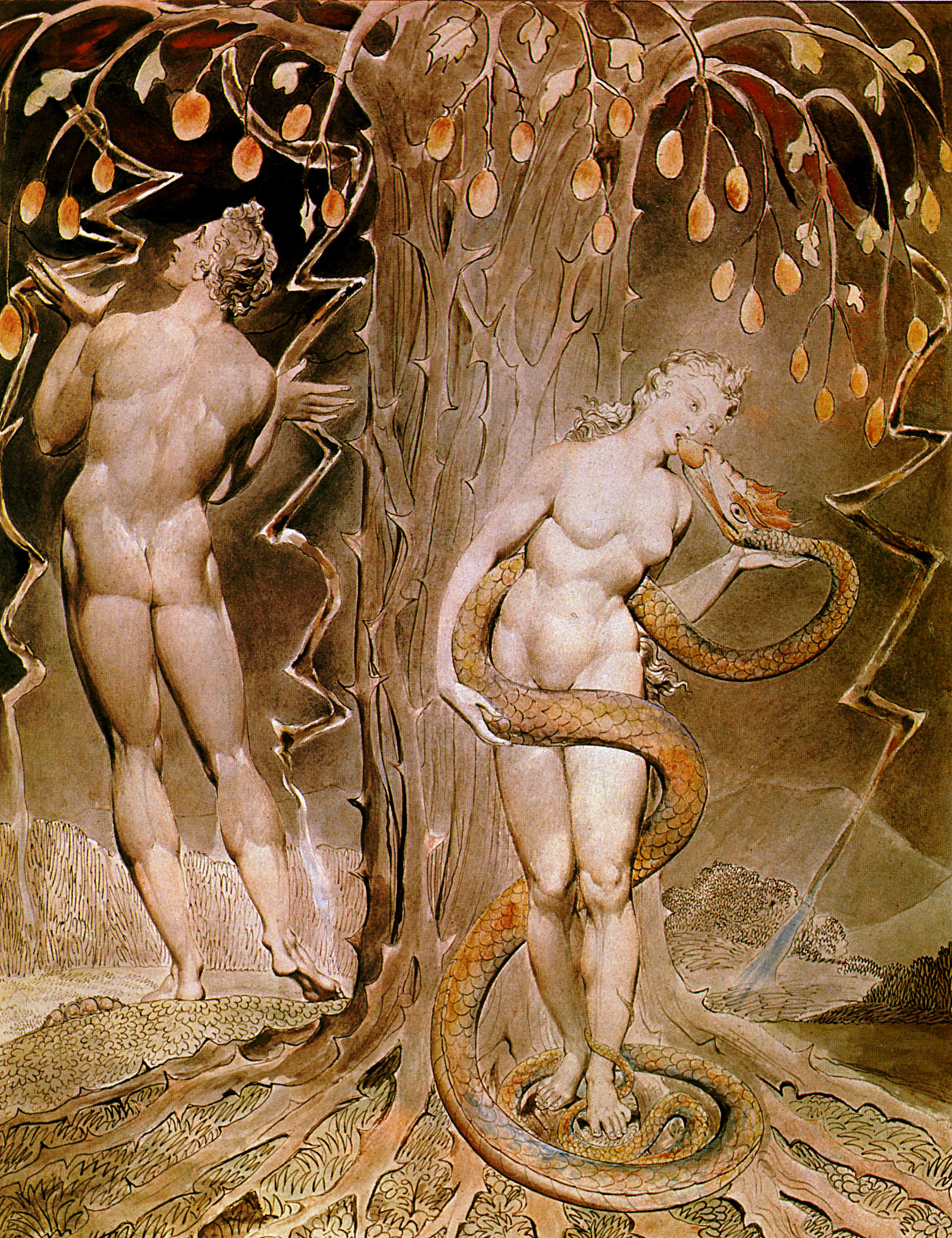
The Temptation and Fall of Eve (1808)
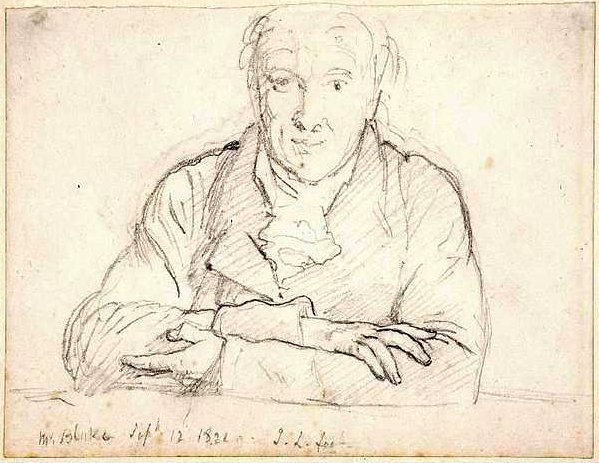
Half Length Portrait by John Linnell (1821)

### Illuminerade böcker
- All Religions are One (ca 1788)
- There is No Natural Religion (ca 1788)
- Songs of Innocence (1789) (På svenska tillsammans med Songs of Experience som Oskuldens och erfarenhetens sånger, svensk tolkning av Viveka Heyman, Allhem, 1960)
- The Book of Thel (1789)
- The Marriage of Heaven and Hell (1790–1793) (På svenska som Äktenskapet mellan himmel och helvete översättning av Folke Isaksson, Epokhe, 1988, och som Himlens och helvetets äktenskap, översättning: Johan Hammarström, h:ström - Text & kultur, 2000)
- Continental prophecies (1793-1795)
- Visions of the Daughters of Albion (1793)
- America a Prophecy (1793)
- Europe a Prophecy (1794) (På svenska som Europa - en profetia, översatt och nytryckt av Peter Glas, Bakhåll, 1994)
- The First Book of Urizen (1794)
- Songs of Experience (1794) (På svenska tillsammans med Songs of Innocence som Oskuldens och erfarenhetens sånger, svensk tolkning av Viveka Heyman, Allhem, 1960)
- The Book of Los (1795)
- The Song of Los (1795)
- The Book of Ahania (1795)
- Milton a Poem (ca 1804–ca 1811)
- Jerusalem The Emanation of the Giant Albion (1804–1820)

### Ej illuminerade böcker
- Poetical Sketches (1783)
- An Island in the Moon (1784-1785) (På svenska som En ö på månen, översättning och inledning av Göran Malmqvist, Scientia Bromberg, 1979. Ny upplaga: Dejavu, 2010)
- Tiriel (1789)
- The French Revolution (1791)
- A Song of Liberty (1792)
- The Four Zoas (1797)

### Urvalsvolymer på svenska
- Dikter och profetior (i urval av Folke Isaksson) (FIB:s lyrikklubb, 1957)
- Eldfängd glädje (översättning, urval, kommentarer: Jonas Ellerström) (Bakhåll, 2007)

Som konstnär finns William Blake representerad vid bland annat British Museum, Victoria and Albert Museum, Nationalmuseum, Trondheim kunstmuseum, Statens Museum for Kunst och National Gallery of Victoria.